# 壊したい現実
壊したい現実（こわしたいげんじつ）はZYYGの3rdシングル。

## 作品解説
TBS系「日立 世界・ふしぎ発見!」エンディング・テーマであり、番組内テロップでは元々のタイトル、「終わらないBAD STORY」と表示されていた。

## 収録トラック
1. 壊したい現実
作詞:高山征輝 作曲･編曲:栗林誠一郎
2. 思い出にはできなくて
作詞:高山征輝 作曲･編曲:栗林誠一郎
3. 壊したい現実 (オリジナル・カラオケ)
4. 思い出にはできなくて (オリジナル・カラオケ)